# Danh sách vườn quốc gia tại Thái Lan

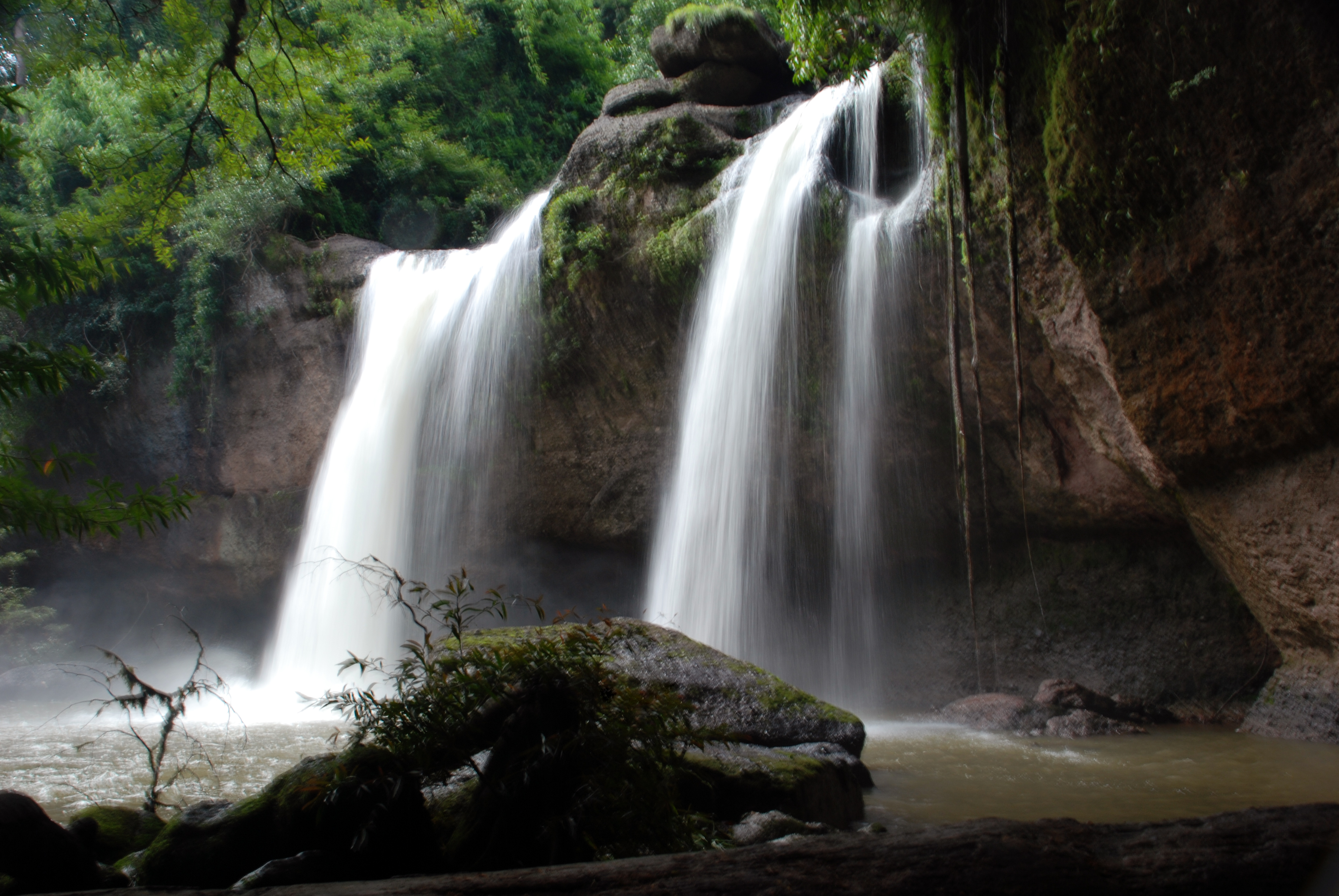
Thác nước Haeo Suwat trong Vườn quốc gia Khao Yai, là vườn quốc gia đầu tiên của Thái Lan, được thành lập trong năm 1962.

Vườn quốc gia ở Thái Lan (Thái Lan: อุทยานแห่งชาติ ทาง บก) được định nghĩa là một khu vực có chứa tài nguyên thiên nhiên có tầm quan trọng về sinh thái, mang vẻ đẹp độc đáo, hoặc hệ động thực vật đặc biệt quan trọng. Hiện nay có 102 vườn quốc gia (trong đó có 21 khu bảo tồn biển quốc gia, อุทยานแห่งชาติ ทาง ทะเล). Các vườn quốc gia tại Thái Lan thường là các lâm viên (วนอุทยาน ใน) được quản lý như là một vườn quốc gia.
Các vườn quốc gia này được quản lý bởi cơ quan quản lý Vườn quốc gia, Khu bảo tồn động thực vật hoang dã (DNP), là một phần của Bộ Tài nguyên và Môi trường. Bộ phận này mới được thành lập năm 2002, và trước đây, các vườn quốc gia được quản lý bởi Cục Lâm nghiệp Hoàng gia của Bộ Nông nghiệp.
Vườn quốc gia đầu tiên là Khao Yai được thành lập vào năm 1961, khi Luật Vườn quốc gia BE 2504 đã được thông qua. Còn vườn quốc gia biển đầu tiên là Khao Sam Roi Yot, được thành lập vào năm 1966. Năm 1993, chính quyền trong ban quản lý vườn quốc gia được chia thành hai bộ phận, một bộ phận quản lý các Vườn quốc gia trên đất liền và một cho các Vườn quốc gia biển (MNPD).
Trong tương lai sẽ có thêm 33 vườn quốc gia và 3 khu bảo tồn biển dự kiến sẽ được thành lập.

## Danh sách

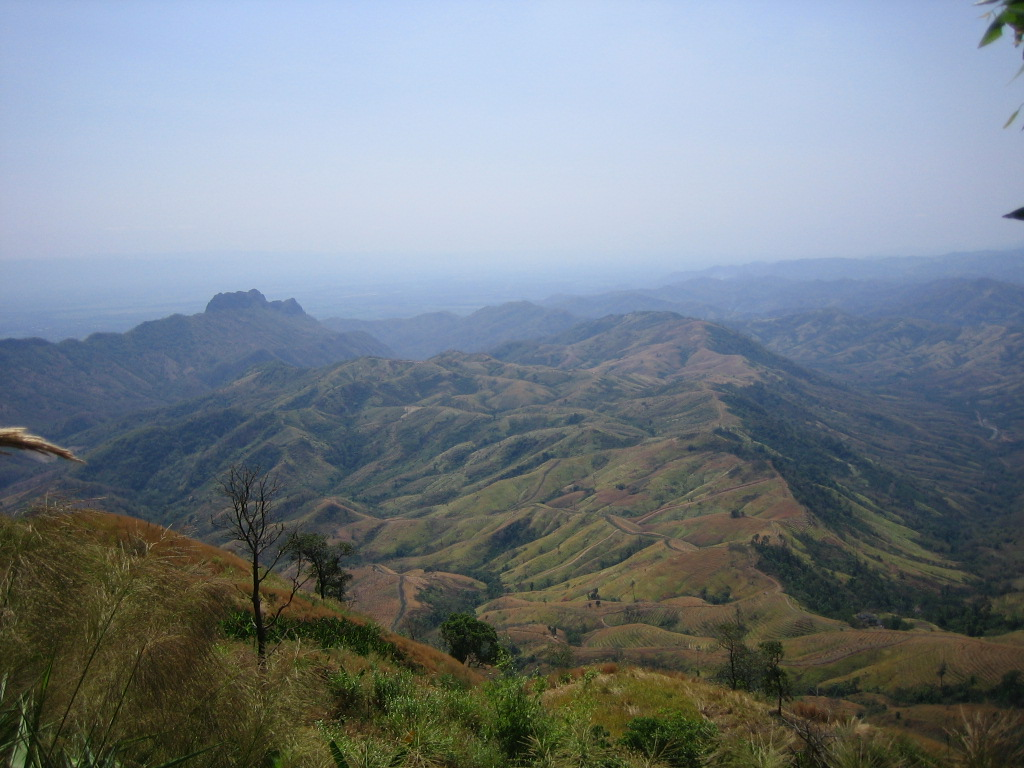
Ngắm nhìn Vườn quốc gia Phu Hin Rong Kla tại các tỉnh Loei, Phitsanulok và Phetchabun.

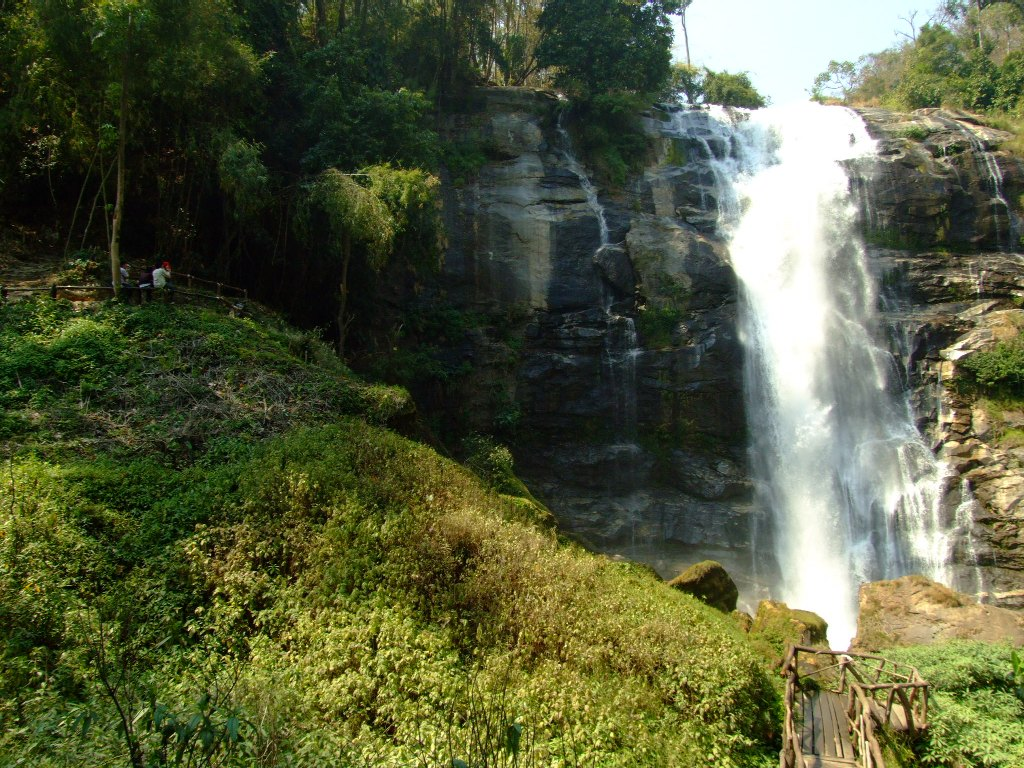
Wachirathan (nghĩa là "Diamond Creek") thác nước trên Doi Inthanon, một trong những ngọn núi cao nhất Thái Lan.

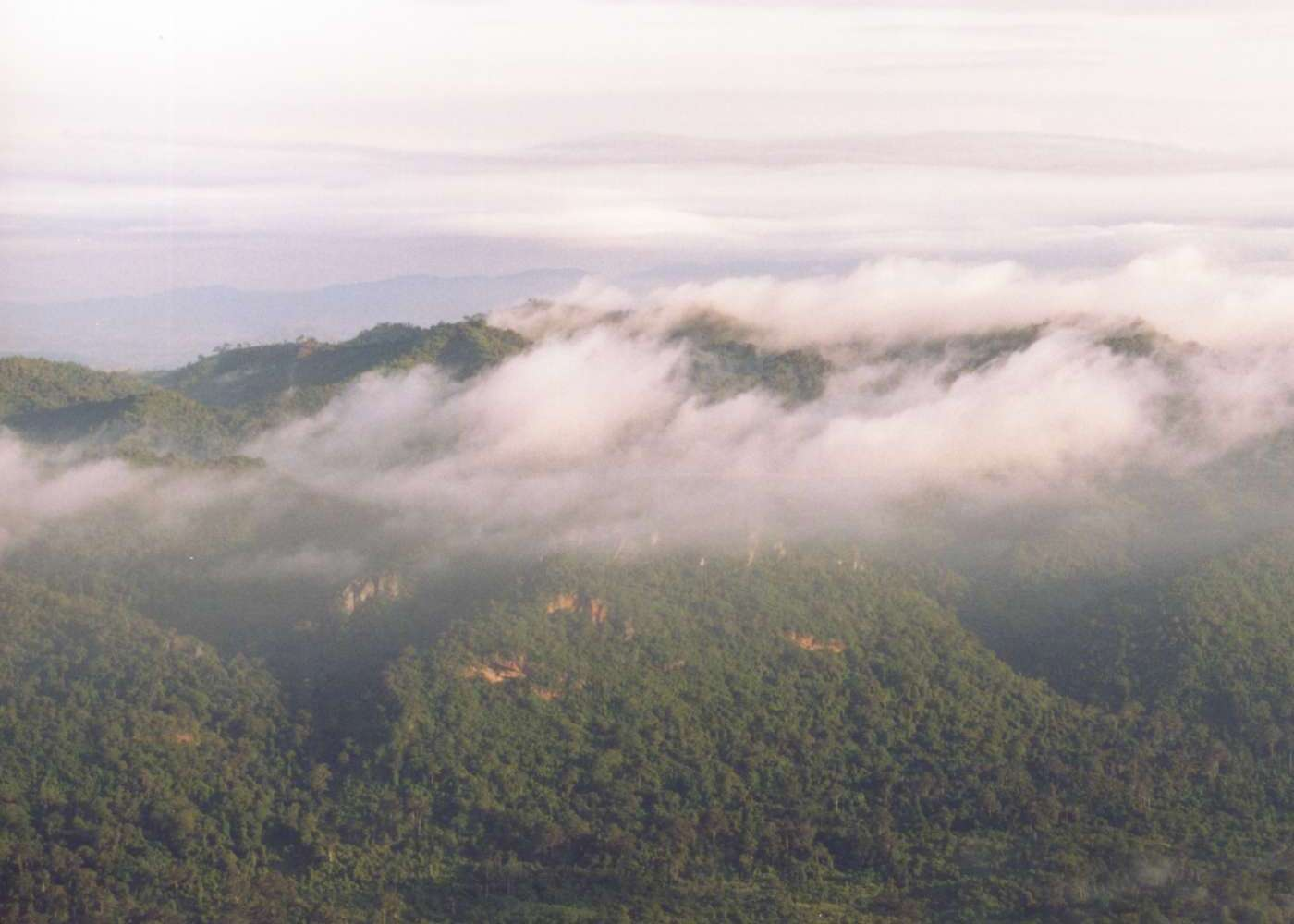
Vườn quốc gia Pa Hin Ngam

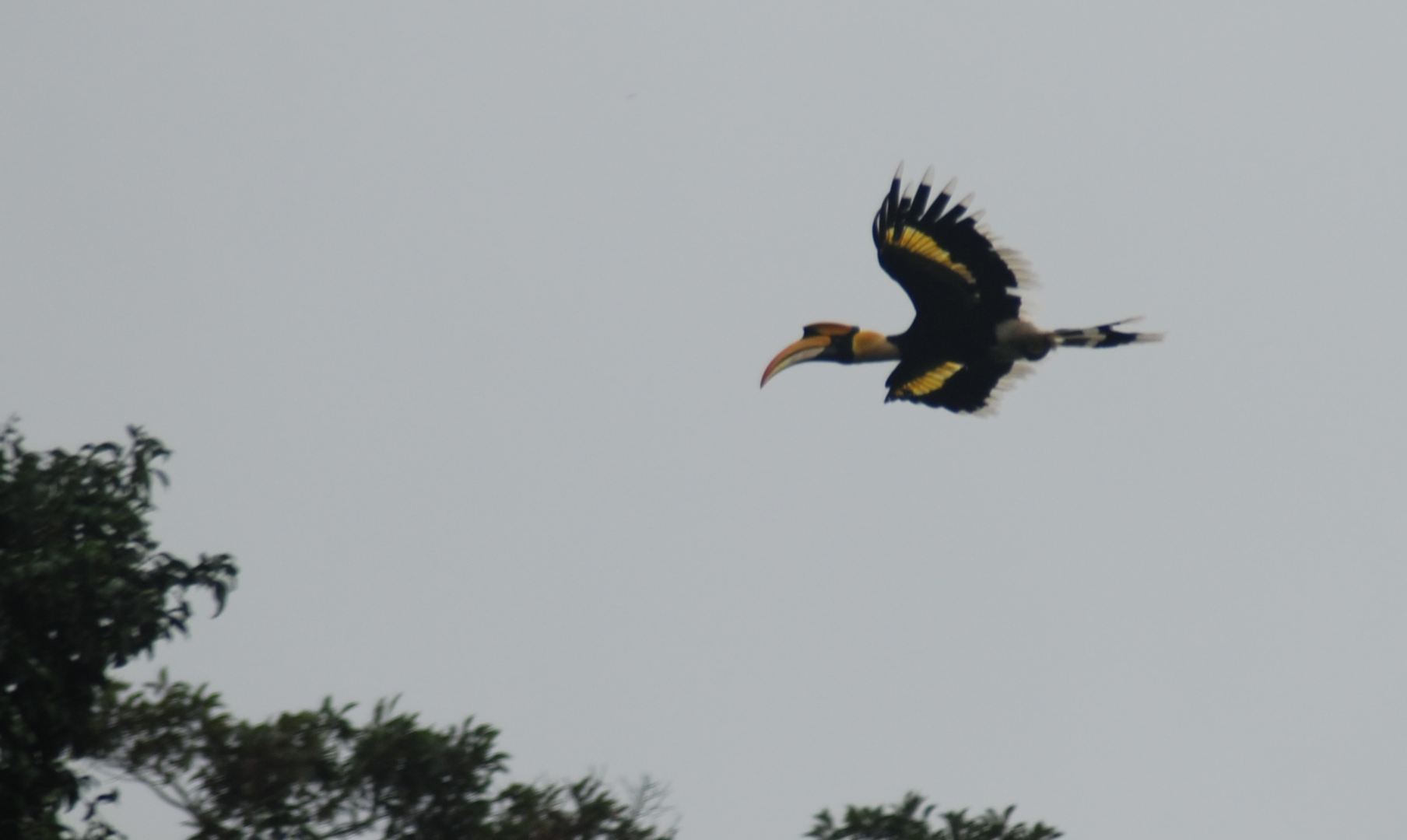
Hồng hoàng bay trong Vườn quốc gia Khao Yai

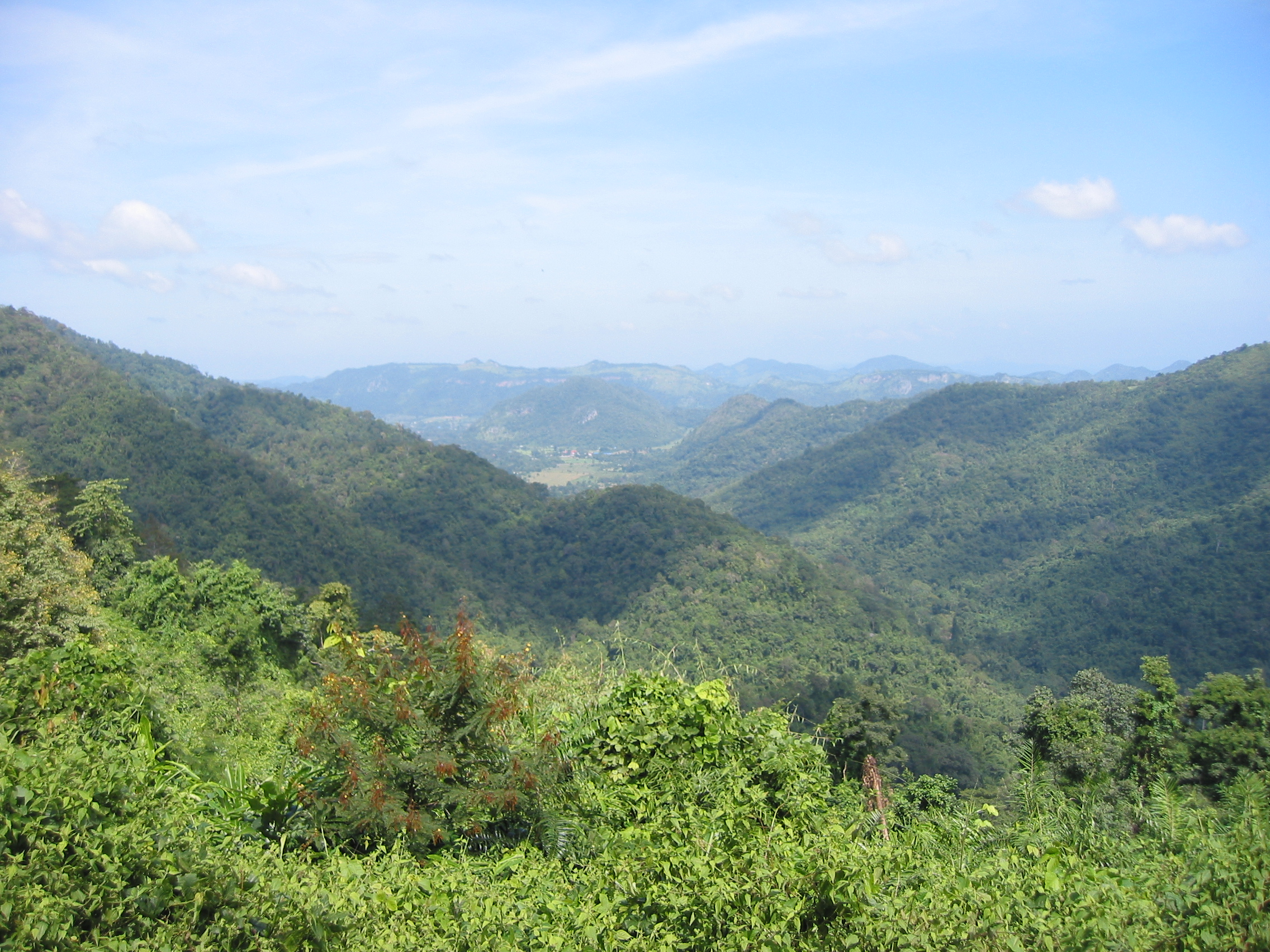
Vườn quốc gia Khao Yai là vườn quốc gia lớn thứ hai tại Thái Lan, với diện tích 2.168 km².

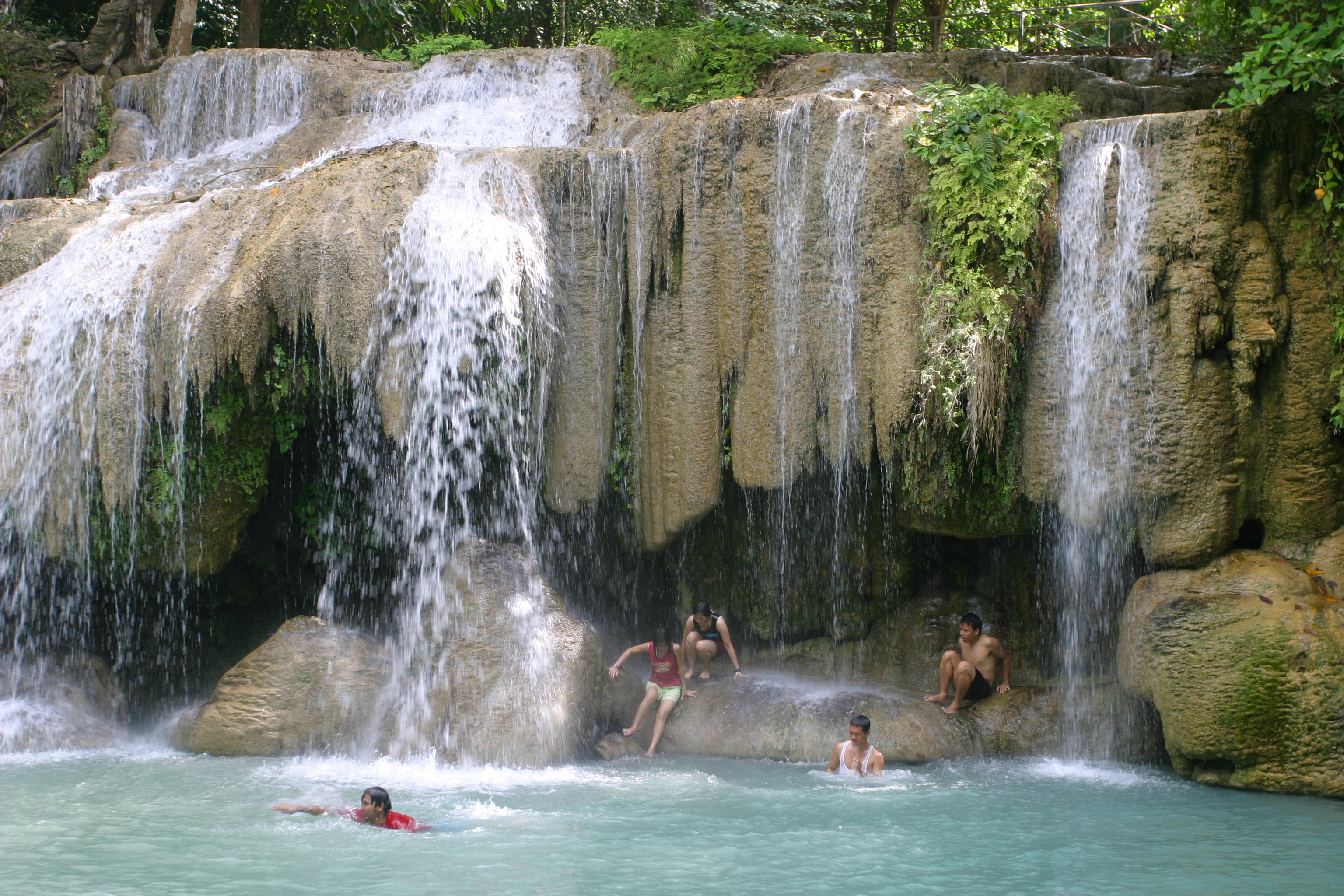
Thác nước tại Vườn quốc gia Erawan thuộc Kanchanaburi.

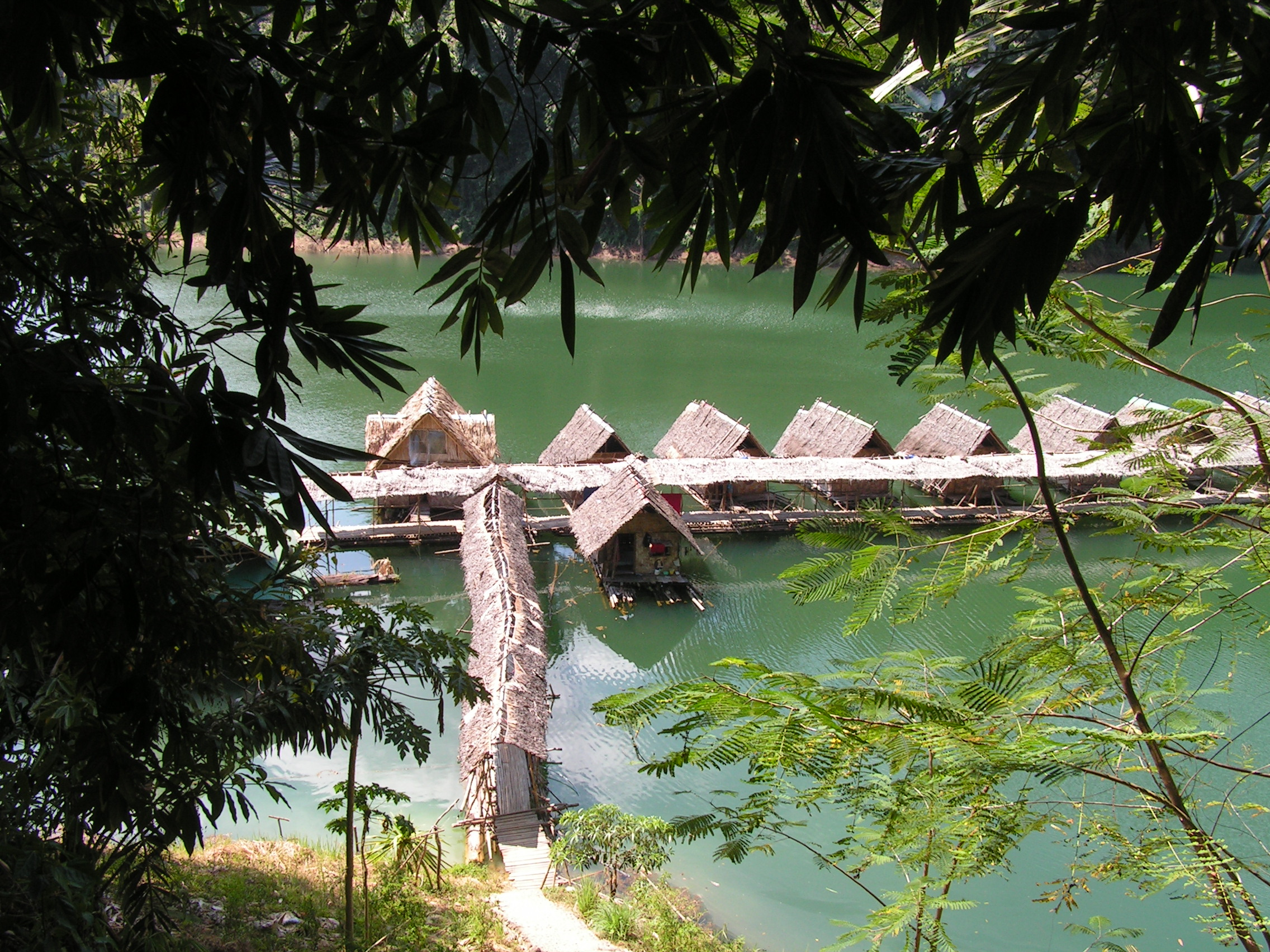
Nhà nổi tại Vườn quốc gia Khao Sok thuộc tỉnh Surat Thani.

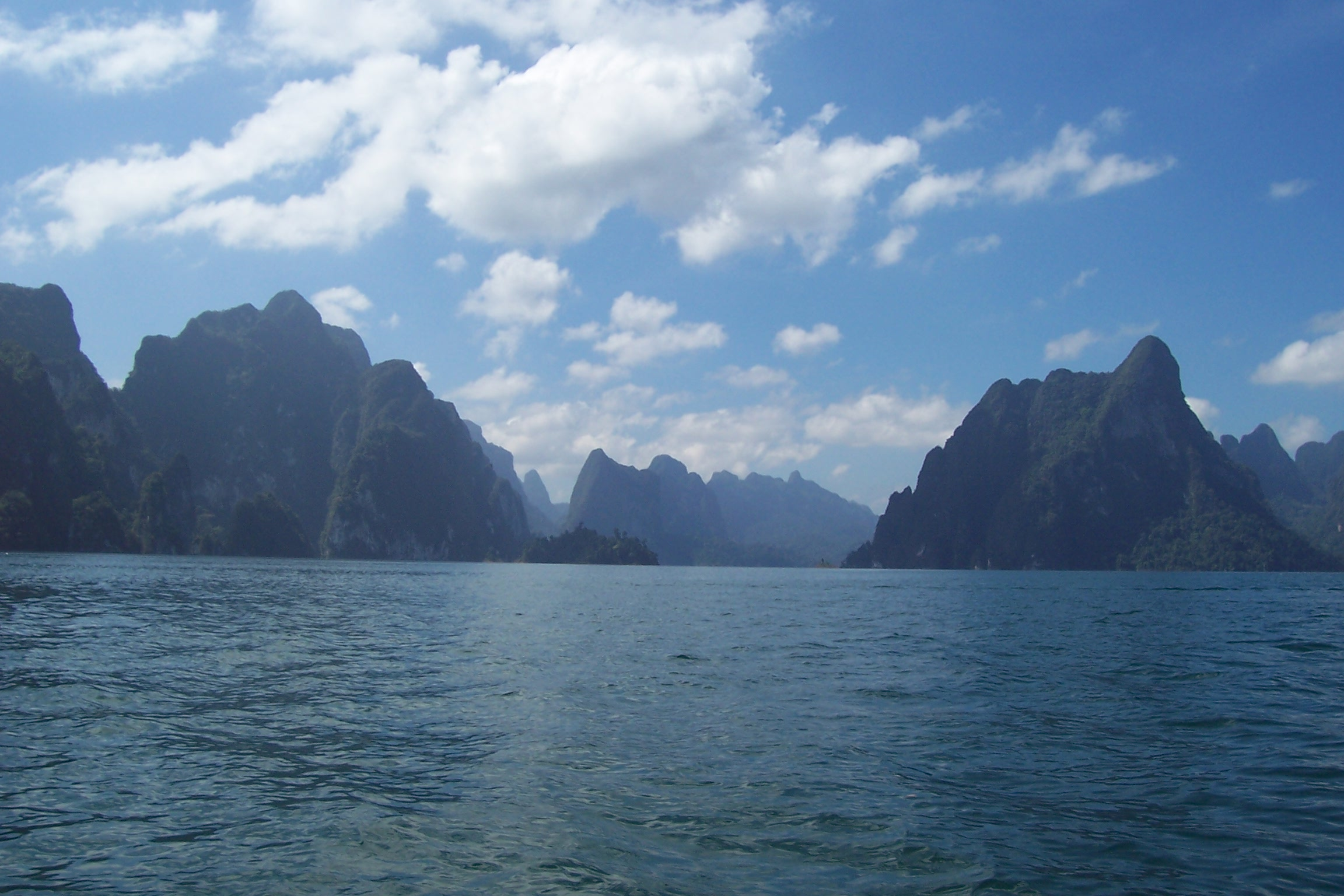
Vườn quốc gia Khao Sok

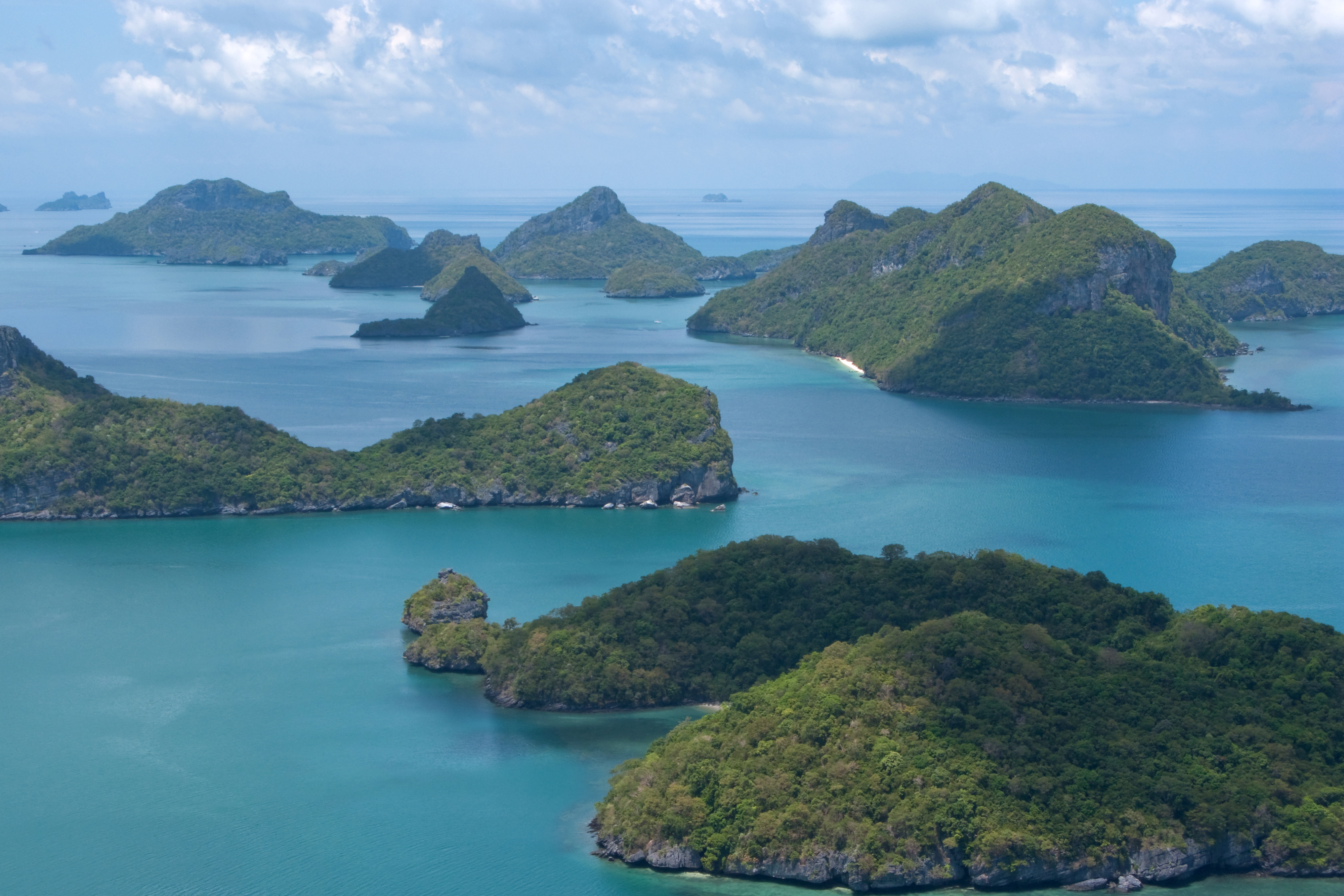
Vườn quốc gia Ang Thong

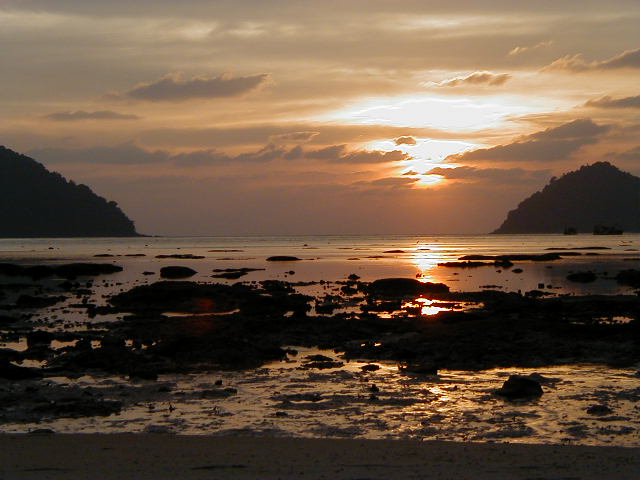
Hoàng hôn trên Vườn quốc gia Mu Ko Surin, Phang Nga.

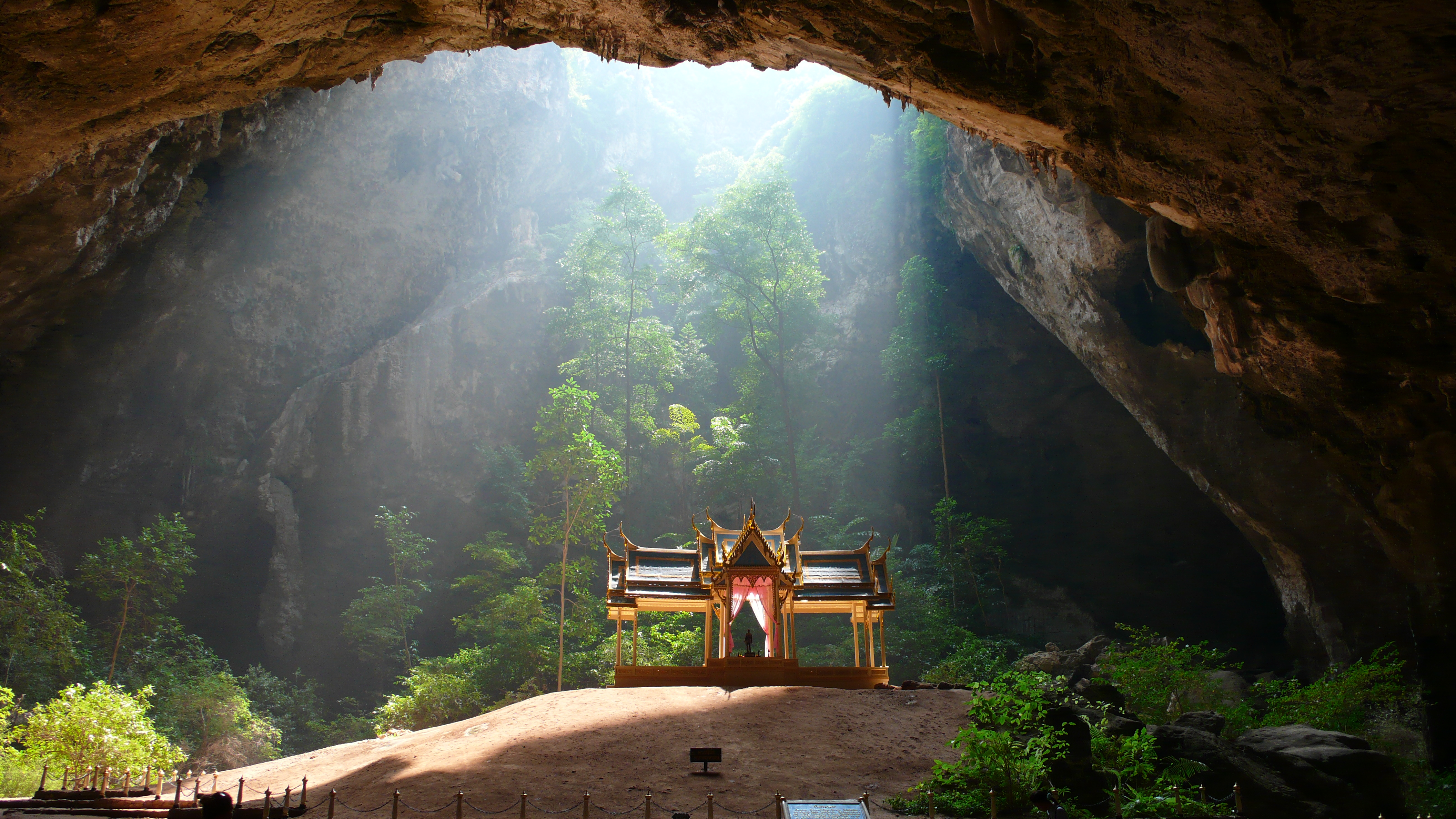
Hang Phraya Nakhon tại Vườn quốc gia Khao Sam Roi Yot, là vườn quốc gia biển đầu tiên của Thái Lan.

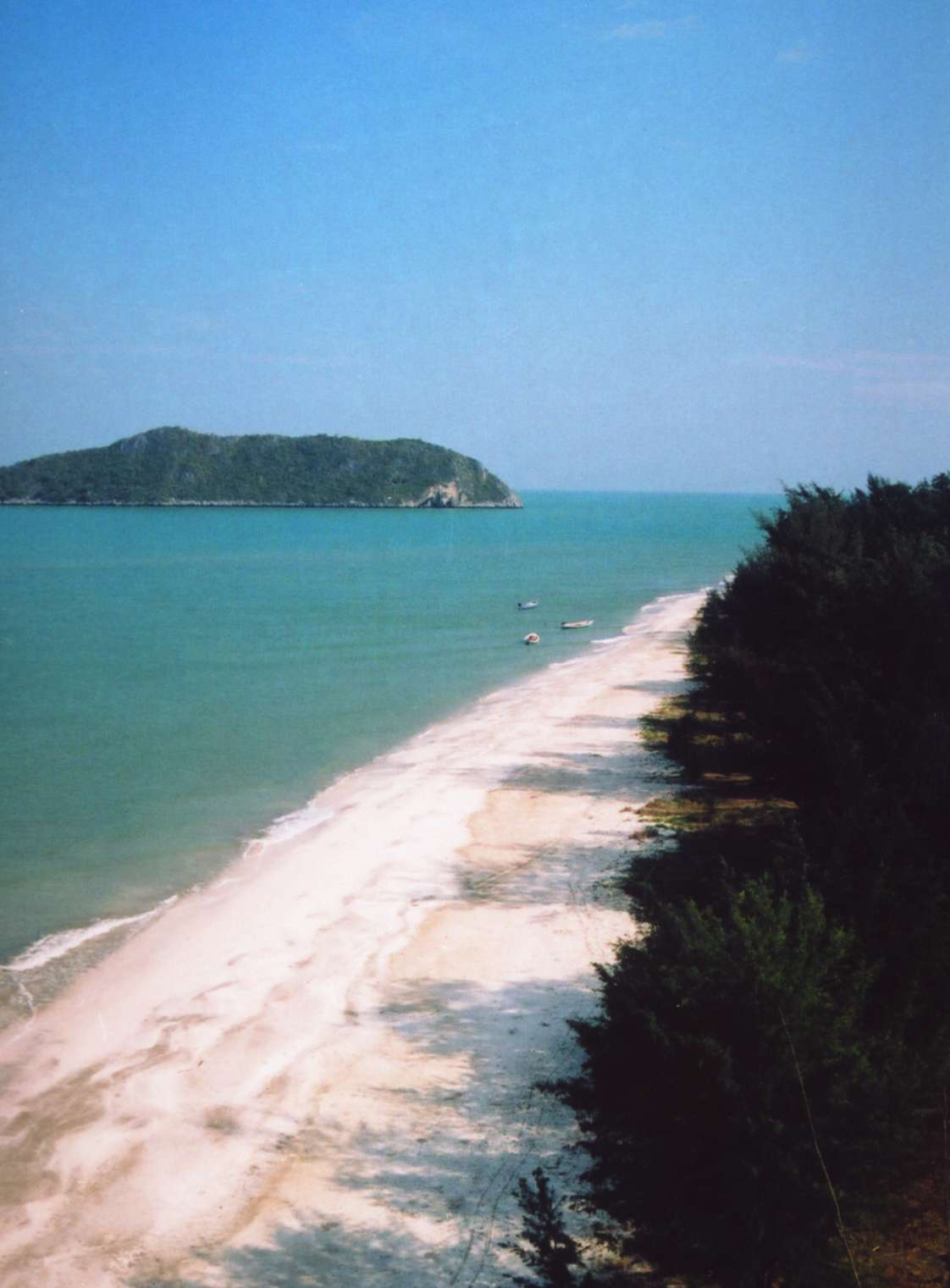
Một bãi biển tại Vườn quốc gia Khao Sam Roi Yot

### Vườn quốc gia đất liền
| Tên                           | Tỉnh                                         | Diện tích (km²) | Năm thành lập | Nguồn                                                |
| ----------------------------- | -------------------------------------------- | --------------- | ------------- | ---------------------------------------------------- |
| Doi Inthanon                  | Chiang Mai                                   | 482,4           | 1972          | Lưu trữ ngày 28 tháng 5 năm 2014 tại Wayback Machine |
| Doi Pha Hom Pok               | Chiang Mai                                   | 524             |               | Lưu trữ ngày 28 tháng 5 năm 2014 tại Wayback Machine |
| Doi Suthep–Pui                | Chiang Mai                                   | 261,06          | 1981          | Lưu trữ ngày 28 tháng 5 năm 2014 tại Wayback Machine |
| Huai Nam Dang                 | Chiang Mai                                   | 1.252,12        |               | Lưu trữ ngày 28 tháng 5 năm 2014 tại Wayback Machine |
| Khun Khan                     | Chiang Mai                                   | 208             |               | Lưu trữ ngày 28 tháng 5 năm 2014 tại Wayback Machine |
| Mae Wang                      | Chiang Mai                                   | 120             |               | Lưu trữ ngày 28 tháng 5 năm 2014 tại Wayback Machine |
| Op Luang                      | Chiang Mai                                   | 553             | 1991          | Lưu trữ ngày 27 tháng 5 năm 2014 tại Wayback Machine |
| Pha Daeng                     | Chiang Mai                                   | 1.154,92        | 2000          | Lưu trữ ngày 28 tháng 5 năm 2014 tại Wayback Machine |
| Si Lanna                      | Chiang Mai                                   | 1.406           | 1989          | Lưu trữ ngày 27 tháng 5 năm 2014 tại Wayback Machine |
| Doi Luang                     | Chiang Rai, Phayao, Lampang                  | 1.170           |               | Lưu trữ ngày 27 tháng 5 năm 2014 tại Wayback Machine |
| Khun Chae                     | Chiang Rai                                   | 270             | 1995          | Lưu trữ ngày 27 tháng 5 năm 2014 tại Wayback Machine |
| Chae Son                      | Lampang                                      | 592             | 1988          | Lưu trữ ngày 27 tháng 5 năm 2014 tại Wayback Machine |
| Mae Wa                        | Lampang, Tak                                 | 587             | 2000          | Lưu trữ ngày 27 tháng 5 năm 2014 tại Wayback Machine |
| Doi Khun Tan                  | Lamphun                                      | 255,29          | 1975          | Lưu trữ ngày 27 tháng 5 năm 2014 tại Wayback Machine |
| Mae Ping                      | Lamphun, Tak, Chiang Mai                     | 1.003,75        |               | Lưu trữ ngày 27 tháng 5 năm 2014 tại Wayback Machine |
| Namtok Mae Surin              | Mae Hong Son                                 | 396.6           | 1981          | Lưu trữ ngày 27 tháng 5 năm 2014 tại Wayback Machine |
| Salawin                       | Mae Hong Son                                 | 721,52          |               | Lưu trữ ngày 27 tháng 5 năm 2014 tại Wayback Machine |
| Tham Pla–Namtok Pha Suea      | Mae Hong Son                                 | 511             |               | Lưu trữ ngày 5 tháng 11 năm 2014 tại Wayback Machine |
| Doi Phu Kha                   | Nan                                          | 1.704           |               | Lưu trữ ngày 4 tháng 6 năm 2012 tại Wayback Machine  |
| Khun Nan                      | Nan                                          | 208             |               | Lưu trữ ngày 4 tháng 6 năm 2012 tại Wayback Machine  |
| Mae Charim                    | Nan                                          | 432             |               | Lưu trữ ngày 5 tháng 11 năm 2014 tại Wayback Machine |
| Si Nan                        | Nan                                          | 1.024           |               | Lưu trữ ngày 5 tháng 11 năm 2014 tại Wayback Machine |
| Doi Phu Nang                  | Phayao                                       | 860             |               | Lưu trữ ngày 28 tháng 5 năm 2014 tại Wayback Machine |
| Mae Puem                      | Phayao, Chiang Rai                           | 350,948         |               | Lưu trữ ngày 27 tháng 5 năm 2014 tại Wayback Machine |
| Phu Sang                      | Phayao, Chiang Rai                           | 284,88          |               | Lưu trữ ngày 28 tháng 5 năm 2014 tại Wayback Machine |
| Doi Pha Klong                 | Phrae                                        | 189             |               | Lưu trữ ngày 28 tháng 5 năm 2014 tại Wayback Machine |
| Mae Yom                       | Phrae                                        | 454,75          |               | Lưu trữ ngày 27 tháng 5 năm 2014 tại Wayback Machine |
| Wiang Kosai                   | Phrae, Lampang                               | 410             |               | Lưu trữ ngày 27 tháng 5 năm 2014 tại Wayback Machine |
| Lam Nam Nan                   | Uttaradit, Phrae                             | 999,15          | 1998          | Lưu trữ ngày 28 tháng 5 năm 2014 tại Wayback Machine |
| Phu Soi Dao                   | Uttaradit                                    | 340             |               | Lưu trữ ngày 28 tháng 5 năm 2014 tại Wayback Machine |
| Ton Sak Yai                   | Uttaradit                                    | 520             |               | Lưu trữ ngày 27 tháng 5 năm 2014 tại Wayback Machine |
| Ta Phraya                     | Buriram, Sakaeo                              | 594             |               | Lưu trữ ngày 27 tháng 5 năm 2014 tại Wayback Machine |
| Pa Hin Ngam                   | Chaiyaphum                                   | 112             | 1994          | Lưu trữ ngày 16 tháng 5 năm 2012 tại Wayback Machine |
| Phu Laenkha                   | Chaiyaphum                                   | 201             |               | Lưu trữ ngày 27 tháng 5 năm 2014 tại Wayback Machine |
| Sai Thong                     | Chaiyaphum                                   | 319             |               | Lưu trữ ngày 27 tháng 5 năm 2014 tại Wayback Machine |
| Tat Ton                       | Chaiyaphum                                   | 217,18          | 1980          | Lưu trữ ngày 27 tháng 5 năm 2014 tại Wayback Machine |
| Nam Phong                     | Khon Kaen, Chaiyaphum                        | 197             |               | Lưu trữ ngày 28 tháng 5 năm 2014 tại Wayback Machine |
| Phu Kao–Phu Phan Kham         | Khon Kaen                                    | 322             |               | Lưu trữ ngày 28 tháng 5 năm 2014 tại Wayback Machine |
| Phu Pha Man                   | Khon Kaen, Loei                              | 340             |               | Lưu trữ ngày 27 tháng 5 năm 2014 tại Wayback Machine |
| Phu Wiang                     | Khon Kaen                                    | 325             | 1991          | Lưu trữ ngày 28 tháng 5 năm 2014 tại Wayback Machine |
| Phu Kradueng                  | Loei                                         | 348,12          | 1962          |                                                      |
| Phu Ruea                      | Loei                                         | 120,84          |               | Lưu trữ ngày 28 tháng 5 năm 2014 tại Wayback Machine |
| Phu Suan Sai                  | Loei                                         | 117,16          | 1991          | Lưu trữ ngày 28 tháng 5 năm 2014 tại Wayback Machine |
| Phu Pha Thoep                 | Mukdahan                                     | 48,5            |               | Lưu trữ ngày 27 tháng 5 năm 2014 tại Wayback Machine |
| Phu Sa Dok Bua                | Mukdahan, Ubon Ratchathani, Yasothon         | 231             |               | Lưu trữ ngày 27 tháng 5 năm 2014 tại Wayback Machine |
| Phu Langka                    | Nakhon Phanom, Nong Khai                     | 50              |               | Lưu trữ ngày 28 tháng 5 năm 2014 tại Wayback Machine |
| Khao Yai                      | Nakhon Ratchasima, Nakhon Nayok, Prachinburi | 2.168,635       | 1962          |                                                      |
| Phu Pha Lek                   | Sakon Nakhon, Ubon Ratchathani               | 404             |               | Lưu trữ ngày 27 tháng 5 năm 2014 tại Wayback Machine |
| Phu Pha Yon                   | Sakon Nakhon, Nakhon Phanom, Mukdahan        | 828,56          | 1987          | Lưu trữ ngày 27 tháng 5 năm 2014 tại Wayback Machine |
| Phu Phan                      | Sakon Nakhon, Kalasin                        | 664,7           |               | Lưu trữ ngày 27 tháng 5 năm 2014 tại Wayback Machine |
| Khao Phra Wihan               | Sisaket, Ubon Ratchathani                    | 130             | 1998          | Lưu trữ ngày 5 tháng 2 năm 2009 tại Wayback Machine  |
| Kaeng Tana                    | Ubon Ratchathani                             | 80              | 1981          | Lưu trữ ngày 27 tháng 5 năm 2014 tại Wayback Machine |
| Pha Taem                      | Ubon Ratchathani                             | 350             |               | Lưu trữ ngày 28 tháng 5 năm 2014 tại Wayback Machine |
| Phu Chong–Na Yoi              | Ubon Ratchathani                             | 686             |               | Lưu trữ ngày 27 tháng 5 năm 2014 tại Wayback Machine |
| Khlong Lan                    | Kamphaeng Phet                               | 300             | 1985          | Lưu trữ ngày 27 tháng 5 năm 2014 tại Wayback Machine |
| Khlong Wang Chao              | Kamphaeng Phet, Tak                          | 747             | 1990          | Lưu trữ ngày 28 tháng 5 năm 2014 tại Wayback Machine |
| Mae Wong                      | Kamphaeng Phet, Nakhon Sawan                 | 894             | 1987          | Lưu trữ ngày 27 tháng 5 năm 2014 tại Wayback Machine |
| Khao Kho                      | Phetchabun                                   | 483             |               | Lưu trữ ngày 28 tháng 5 năm 2014 tại Wayback Machine |
| Nam Nao                       | Phetchabun                                   | 966             | 1972          | Lưu trữ ngày 27 tháng 5 năm 2014 tại Wayback Machine |
| Tat Mok                       | Phetchabun                                   | 290             | 1998          | Lưu trữ ngày 28 tháng 5 năm 2014 tại Wayback Machine |
| Namtok Chat Trakan            | Phitsanulok                                  | 543             |               | Lưu trữ ngày 27 tháng 5 năm 2014 tại Wayback Machine |
| Phu Hin Rong Kla              | Phitsanulok, Loei                            | 307             | 1984          | Lưu trữ ngày 27 tháng 5 năm 2014 tại Wayback Machine |
| Thung Salaeng Luang           | Phitsanulok, Phetchabun                      | 1.262,4         | 1972          | Lưu trữ ngày 27 tháng 5 năm 2014 tại Wayback Machine |
| Namtok Sam Lan                | Saraburi                                     | 44,57           | 1981          | Lưu trữ ngày 28 tháng 5 năm 2014 tại Wayback Machine |
| Ramkhamhaeng                  | Sukhothai                                    | 341             | 1980          | Lưu trữ ngày 27 tháng 5 năm 2014 tại Wayback Machine |
| Si Satchanalai                | Sukhothai                                    | 213,2           | 1981          | Lưu trữ ngày 27 tháng 5 năm 2014 tại Wayback Machine |
| Phu Toei                      | Suphanburi                                   | 317,48          | 1987          | Lưu trữ ngày 27 tháng 5 năm 2014 tại Wayback Machine |
| Khao Khitchakut               | Chanthaburi                                  | 58,31           | 1977          | Lưu trữ ngày 28 tháng 5 năm 2014 tại Wayback Machine |
| Khao Sip Ha Chan              | Chanthaburi                                  | 118             |               | Lưu trữ ngày 27 tháng 5 năm 2014 tại Wayback Machine |
| Namtok Phlio                  | Chanthaburi                                  | 134,5           | 1975          | Lưu trữ ngày 28 tháng 5 năm 2014 tại Wayback Machine |
| Thap Lan                      | Prachinburi, Nakhon Ratchasima               | 2.235,8         | 1981          | Lưu trữ ngày 5 tháng 11 năm 2014 tại Wayback Machine |
| Khao Chamao–Khao Wong         | Rayong, Chanthaburi                          | 83,68           | 1975          | Lưu trữ ngày 28 tháng 5 năm 2014 tại Wayback Machine |
| Pang Sida                     | Sa Kaeo, Prachinburi                         | 844             | 1982          | Lưu trữ ngày 27 tháng 5 năm 2014 tại Wayback Machine |
| Namtok Khlong Kaeo            | Trat                                         | 198             |               | Lưu trữ ngày 27 tháng 5 năm 2014 tại Wayback Machine |
| Chaloem Rattanakosin          | Kanchanaburi                                 | 59              | 1980          | Lưu trữ ngày 28 tháng 5 năm 2014 tại Wayback Machine |
| Erawan                        | Kanchanaburi                                 | 549,98          |               | Lưu trữ ngày 27 tháng 5 năm 2014 tại Wayback Machine |
| Khao Laem                     | Kanchanaburi                                 | 1.497           | 1987          | Lưu trữ ngày 28 tháng 5 năm 2014 tại Wayback Machine |
| Khuean Srinagarindra          | Kanchanaburi                                 | 1.532           | 1981          | Lưu trữ ngày 27 tháng 5 năm 2014 tại Wayback Machine |
| Lam Khlong Ngu                | Kanchanaburi                                 | 673             |               | Lưu trữ ngày 5 tháng 11 năm 2014 tại Wayback Machine |
| Sai Yok                       | Kanchanaburi                                 | 500             | 1980          | Lưu trữ ngày 28 tháng 5 năm 2014 tại Wayback Machine |
| Thong Pha Phum                | Kanchanaburi                                 | 1.120           |               | Lưu trữ ngày 27 tháng 5 năm 2014 tại Wayback Machine |
| Kaeng Krachan                 | Phetchaburi, Prachuap Khiri Khan             | 2.914,7         | 1981          | Lưu trữ ngày 27 tháng 5 năm 2014 tại Wayback Machine |
| Kui Buri                      | Prachuap Khiri Khan                          | 969             |               | Lưu trữ ngày 28 tháng 5 năm 2014 tại Wayback Machine |
| Namtok Huai Yang              | Prachuap Khiri Khan                          | 161             | 1991          |                                                      |
| Chaloem Phrakiat Thai Prachan | Ratchaburi                                   | 329             |               | Lưu trữ ngày 27 tháng 5 năm 2014 tại Wayback Machine |
| Khun Phawo                    | Tak                                          | 220             |               | Lưu trữ ngày 27 tháng 5 năm 2014 tại Wayback Machine |
| Lan Sang                      | Tak                                          | 104             | 1978          | Lưu trữ ngày 27 tháng 5 năm 2014 tại Wayback Machine |
| Mae Moei                      | Tak                                          | 185,28          | 1990          | Lưu trữ ngày 28 tháng 5 năm 2014 tại Wayback Machine |
| Taksin Maharat                | Tak                                          | 149             | 1981          | Lưu trữ ngày 27 tháng 5 năm 2014 tại Wayback Machine |
| Khao Phanom Bencha            | Krabi                                        | 50,12           |               | Lưu trữ ngày 27 tháng 5 năm 2014 tại Wayback Machine |
| Khao Luang                    | Nakhon Si Thammarat                          | 570             | 1974          | Lưu trữ ngày 27 tháng 5 năm 2014 tại Wayback Machine |
| Khao Nan                      | Nakhon Si Thammarat                          | 410             |               | Lưu trữ ngày 28 tháng 5 năm 2014 tại Wayback Machine |
| Namtok Yong                   | Nakhon Si Thammarat                          | 205             |               | Lưu trữ ngày 28 tháng 5 năm 2014 tại Wayback Machine |
| Namtok Si Khit                | Nakhon Si Thammarat, Surat Thani             | 145             | 1999          | Lưu trữ ngày 28 tháng 5 năm 2014 tại Wayback Machine |
| Budo–Su-ngai Padi             | Narathiwat, Pattani, Yala                    | 341             | 1974          | Lưu trữ ngày 27 tháng 5 năm 2014 tại Wayback Machine |
| Namtok Sai Khao               | Pattani, Yala, Songkhla                      | 70              |               | Lưu trữ ngày 27 tháng 5 năm 2014 tại Wayback Machine |
| Si Phang-nga                  | Phang Nga                                    | 246,08          | 1988          | Lưu trữ ngày 27 tháng 5 năm 2014 tại Wayback Machine |
| Khao Pu–Khao Ya               | Phattalung                                   | 694             |               |                                                      |
| Namtok Ngao                   | Ranong, Chumphon                             | 668             |               | Lưu trữ ngày 27 tháng 5 năm 2014 tại Wayback Machine |
| Khao Nam Khang                | Songkhla                                     | 212             |               | Lưu trữ ngày 28 tháng 5 năm 2014 tại Wayback Machine |
| Kaeng Krung                   | Surat Thani                                  | 541             | 1990          | Lưu trữ ngày 28 tháng 5 năm 2014 tại Wayback Machine |
| Khao Sok                      | Surat Thani                                  | 738,74          | 1980          | Lưu trữ ngày 28 tháng 5 năm 2014 tại Wayback Machine |
| Khlong Phanom                 | Surat Thani                                  | 410,4           | 2000          | Lưu trữ ngày 28 tháng 5 năm 2014 tại Wayback Machine |
| Tai Rom Yen                   | Surat Thani                                  | 425             | 1991          | Lưu trữ ngày 27 tháng 5 năm 2014 tại Wayback Machine |
| Bang Lang                     | Yala                                         | 261             |               | Lưu trữ ngày 27 tháng 5 năm 2014 tại Wayback Machine |

### Vườn quốc gia biển
| Tên                               | Tỉnh                | Diện tích (km²) | Năm thành lập | Nguồn                                                 |
| --------------------------------- | ------------------- | --------------- | ------------- | ----------------------------------------------------- |
| Khao Laem Ya–Mu Ko Samet          | Rayong              | 131             | 1981          | Lưu trữ ngày 27 tháng 5 năm 2014 tại Wayback Machine  |
| Mu Ko Chang                       | Trat                | 650             | 1982          | Lưu trữ ngày 27 tháng 5 năm 2014 tại Wayback Machine  |
| Hat Wanakon                       | Prachuap Khiri Khan | 38              | 1992          | Lưu trữ ngày 27 tháng 5 năm 2014 tại Wayback Machine  |
| Khao Sam Roi Yot                  | Prachuap Khiri Khan | 98,08           | 1966          | Lưu trữ ngày 11 tháng 10 năm 2011 tại Wayback Machine |
| Mu Ko Chumphon                    | Chumphon            | 317             | 1999          | Lưu trữ ngày 28 tháng 5 năm 2014 tại Wayback Machine  |
| Mu Ko Lanta                       | Krabi               | 134             | 1990          | Lưu trữ ngày 28 tháng 5 năm 2014 tại Wayback Machine  |
| Hat Noppharat Thara–Mu Ko Phi Phi | Krabi               | 387,9           | 1983          | Lưu trữ ngày 28 tháng 5 năm 2014 tại Wayback Machine  |
| Than Bok Khorani                  | Krabi               | 104             | 1998          | Lưu trữ ngày 5 tháng 11 năm 2014 tại Wayback Machine  |
| Khao Lampi–Hat Thai Mueang        | Phang Nga           | 72              | 1986          | Lưu trữ ngày 27 tháng 5 năm 2014 tại Wayback Machine  |
| Ao Phang-nga                      | Phang Nga           | 400             | 1981          | Lưu trữ ngày 28 tháng 5 năm 2014 tại Wayback Machine  |
| Khao Lak–Lam Ru                   | Phang Nga           | 125             | 1991          | Lưu trữ ngày 27 tháng 5 năm 2014 tại Wayback Machine  |
| Mu Ko Similan                     | Phang Nga           | 140             | 1982          | Lưu trữ ngày 28 tháng 5 năm 2014 tại Wayback Machine  |
| Mu Ko Surin                       | Phang Nga           | 135             | 1981          | Lưu trữ ngày 27 tháng 5 năm 2014 tại Wayback Machine  |
| Sirinat                           | Phuket              | 90              | 1981          | Lưu trữ ngày 18 tháng 10 năm 2011 tại Wayback Machine |
| Laem Son                          | Ranong              | 315             | 1983          | Lưu trữ ngày 27 tháng 5 năm 2014 tại Wayback Machine  |
| Lam Nam Kra Buri                  | Ranong              | 160             | 1999          | Lưu trữ ngày 28 tháng 5 năm 2014 tại Wayback Machine  |
| Mu Ko Ranong                      | Ranong              | 357             |               |                                                       |
| Mu Ko Phetra                      | Satun, Trang        | 494,38          | 1984          | Lưu trữ ngày 27 tháng 5 năm 2014 tại Wayback Machine  |
| Tarutao                           | Satun               | 1.490           | 1976          | Lưu trữ ngày 28 tháng 5 năm 2014 tại Wayback Machine  |
| Mu Ko Ang Thong                   | Surat Thani         | 102             | 1980          | Lưu trữ ngày 27 tháng 5 năm 2014 tại Wayback Machine  |
| Thale Ban                         | Satun               | 196             | 1980          | Lưu trữ ngày 5 tháng 11 năm 2014 tại Wayback Machine  |
| Hat Chao Mai                      | Trang               | 230,87          | 1981          |                                                       |